# Cabo Dungeness
Dungeness es un cabo ubicado en la costa de Kent, en Inglaterra. Recibe el nombre de la aldea de Dungeness.
Está formado en gran parte por una playa de guijarros que alberga una gran área de tierras bajas, Romney Marsh.
Cerca del cabo fue la batalla del Cabo Dungeness en septiembre de 1666.
- Datos: Q911577
- Multimedia: Dungeness / Q911577